# تقچرآباد
تقچرآباد یک منطقهٔ مسکونی است در دهستان کاهشنگ از توابع بخش مرکزی شهرستان بیرجند، واقع در استان خراسان جنوبی که بر اساس سرشماری عمومی نفوس و مسکن در سال ۱۳۹۵ مرکز آمار ایران جمعیت آن زیر ۳ خانوار و محرمانه قید و به درستی اعلام نشده است ، آخرین آمار رسمی مربوط به سال ۱۳۸۵ است که جمعیت را ۸ نفر در ۵ خانوار اعلام نموده اند. 